# Carlo Maria Viganò
Carlo Maria Viganò (Varese, 16 gennaio 1941) è un vescovo italiano, scomunicato nel luglio 2024.
Ordinato sacerdote nel 1968 e consacrato vescovo nel 1992 da papa Giovanni Paolo II, ha ricoperto numerosi incarichi nella Chiesa, tra cui quello di segretario del Governatorato dello Stato della Città del Vaticano e di nunzio apostolico negli Stati Uniti d'America. Si è ritirato da ogni incarico nel 2016 al compimento del 75º anno di età, come previsto dalle norme canoniche.
Nell'agosto 2018, ha pubblicato una lettera in cui chiedeva le dimissioni di papa Francesco, accusandolo di aver coperto il cardinale Theodore McCarrick, colpevole di aver abusato sessualmente di alcuni seminaristi. La medesima accusa è stata mossa contro Viganò stesso, sulla base di un rapporto pubblicato dalla Segreteria di Stato della Santa Sede nel 2020. Le accuse riportate nella sua lettera furono successivamente smontate, ma Viganò riuscì a conservare il sostegno dell'ala tradizionalista e di estrema destra basata negli Stati Uniti d'America.
Successivamente ha portato una rinnovata serie di accuse a Bergoglio, arrivando ad accusarlo di essere «dalla parte del Nemico», e guidare con un «falso magistero» una Chiesa che vuole essere «braccio spirituale del Nuovo Ordine Mondiale e fautrice della Religione Universale» per rendere concreto «il piano della Massoneria e la preparazione dell’avvento dell’Anticristo».
Durante la pandemia, ha sostenuto le tesi no-vax, secondo cui la «psicopandemia» e la conseguente vaccinazione non fossero altro che passi nella direzione di una «dittatura sanitaria»; ha anche sostenuto la tesi del «Great Reset», elaborata e sostenuta dal gruppo di estrema destra QAnon.
Ha inoltre fondato l'associazione Exsurge Domine per fornire sostegno al clero, ai laici e ai religiosi sanzionati dalla gerarchia cattolica a causa delle loro posizioni tradizionaliste; ha poi fondato a Viterbo il Collegium Traditionis, un seminario cattolico tradizionalista avente lo scopo di formare seminaristi non disposti ad accettare «gli errori del Concilio Vaticano II o le deviazioni di Bergoglio».
Il rigetto dell'autorità del Papa e del Concilio Vaticano II ha portato alla scomunica latae sententiae di Viganò, formalmente proclamata dal Dicastero per la dottrina della fede nel luglio 2024.

## Biografia
Nasce a Varese, città capoluogo di provincia nell'arcidiocesi di Milano, il 16 gennaio 1941. Ha un fratello, Lorenzo, che è sacerdote a sua volta, e una sorella, Rosanna.
Il 24 marzo 1968 è ordinato presbitero dal vescovo Carlo Allorio per la diocesi di Pavia.
Nel 1989 viene nominato Osservatore permanente della Santa Sede presso il Consiglio d'Europa.

### Ministero episcopale
Il 3 aprile 1992 viene nominato nunzio apostolico in Nigeria e arcivescovo titolare di Ulpiana da papa Giovanni Paolo II. Il 26 aprile seguente riceve l'ordinazione episcopale, nella basilica di San Pietro in Vaticano, per imposizioni delle mani dello stesso pontefice, co-consacranti i cardinali Franciszek Macharski e Angelo Sodano.
Il 4 aprile 1998 è nominato delegato per le Rappresentanze pontificie nella Segreteria di Stato della Santa Sede.
Il 16 luglio 2009 viene trasferito all'ufficio di segretario del Governatorato dello Stato della Città del Vaticano, presieduto dal cardinale Giovanni Lajolo. La sua gestione, attraverso procedure contabili centralizzate e verificabilità dei costi, ha portato da un deficit equivalente ad oltre 10 milioni di dollari del 2009 a raggiungere un saldo positivo equivalente a circa 44 milioni di dollari l'anno successivo. In questa posizione diede inizio a diverse indagini su presunti appalti irregolari nella Chiesa. Insistenti voci lo volevano allontanato da questo incarico per attriti con vari elementi di spicco del Vaticano, e il 19 ottobre 2011 fu nominato nunzio apostolico negli Stati Uniti d'America: dopo la nomina, Viganò scrisse a papa Benedetto XVI, lamentando «profondo dolore e amarezza» per una decisione che riteneva essere una punizione nei suoi confronti.
Resta in carica come nunzio fino al 12 aprile 2016, quando, dopo aver presentato le dimissioni come prescritto al compimento dei 75 anni, viene annunciata la nomina del suo successore.

### Stemma
Lo sfondo dello stemma riprende l'antico blasone della famiglia lombarda dei Viganò che era fasciato d'oro e d'azzurro.
Il motto in latino Scio Cui credidi ("So in Chi ho creduto") è tratto dalla Seconda lettera a Timoteo (2 Tim. 1, 12).

## Controversie

### L'eredità paterna
Nel 2018 è stato condannato da un tribunale a pagare a uno dei suoi fratelli, don Lorenzo Viganò, sacerdote disabile, un maxi-risarcimento di quasi due milioni di euro, oltre gli interessi legali e le spese processuali, per aver gestito da solo i proventi dei beni immobili ricevuti in eredità dal padre.
Una lettera dei fratelli Viganò recante data 20 marzo 2013 e pubblicata sul blog di Aldo Maria Valli, esponente del tradizionalismo cattolico, affermava invece che il fratello sarebbe stato manovrato da non meglio specificati soggetti allo scopo di distruggere il nome della famiglia.

### Lettere rivelate da Vatileaks
In una lettera riservata datata 8 maggio 2011 e indirizzata al Segretario di Stato Vaticano, cardinale Tarcisio Bertone (resa pubblica per la prima volta in esclusiva da Il Fatto Quotidiano, con un articolo di Marco Lillo del 27 gennaio 2012), monsignor Viganò faceva i nomi di diverse personalità operanti nella Santa Sede che avrebbero macchinato per metterlo in cattiva luce presso lo stesso Segretario di Stato: il pretesto, aver rivelato fenomeni di corruzione dentro la Chiesa, a tal punto da indurre Bertone a mutare la considerazione di stima nutrita verso Viganò fino a metterne in discussione perfino l'incarico presso l'organo del Governatorato. Di altre lettere inviate da Viganò a papa Benedetto XVI, il 4 aprile del 2011, o a Bertone, il 27 marzo 2011, in cui mostrava dissenso e stupore verso la notizia circolante in merito alla sua eventuale rimozione, viene data notizia dalla trasmissione Gli Intoccabili, trasmessa da LA7 il 25 gennaio 2012, e condotta da Gianluigi Nuzzi.
La presidenza del Governatorato della Città del Vaticano ha dichiarato infondate le asserzioni contenute nelle lettere pubblicate.

### Lettera sul caso McCarrick
Il 26 agosto 2018, Viganò pubblica su vari organi di informazione (in Italia sul quotidiano La Verità e sul blog del vaticanista Aldo Maria Valli) un dossier di una decina di pagine, in cui sostiene che i vertici della Chiesa cattolica, compreso papa Francesco, erano da anni a conoscenza degli abusi sessuali del cardinale americano Theodore Edgar McCarrick e che l'hanno coperto a lungo, prima che fosse finalmente sospeso. Viganò ha anche reclamato le dimissioni del Papa. Il pontefice ha dichiarato di non voler rispondere alle accuse, affermando che il documento parla da sé, e ha invitato i giornalisti a farsi un'opinione e a giudicare in modo libero a partire dalla lettura del dossier.
Sulla questione sono intervenuti numerosi prelati soprattutto statunitensi, alcuni con accenti più critici verso le accuse, altri più possibilisti. Fra i primi, il cardinale Donald William Wuerl, arcivescovo di Washington, il cardinale Joseph William Tobin, arcivescovo di Newark, il cardinale Blase Joseph Cupich, arcivescovo di Chicago (gli ultimi due oggetto di accuse da parte di Viganò), e monsignor Robert Walter McElroy, vescovo di San Diego.
Fra i più favorevoli, invece, con posizioni variegate, il cardinale Daniel DiNardo, presidente della conferenza episcopale degli Stati Uniti d'America, monsignor Thomas John Joseph Paprocki, vescovo di Springfied in Illinois, monsignor Jean-François Lantheaume, già primo segretario alla nunziatura e citato come testimone da monsignor Viganò, monsignor Thomas Olmsted, vescovo di Phoenix, il cardinale Raymond Leo Burke, monsignor David Austin Konderla, vescovo di Tulsa, monsignor Joseph Edward Strickland, vescovo di Tyler, e monsignor Robert Charles Morlino, vescovo di Madison.
Per chiarire e difendere la sua posizione, Viganò ha concesso nel 2018 un'intervista al giornalista Aldo Maria Valli, esponente del tradizionalismo cattolico.
Dopo la presa di posizione sul caso McCarrick, ha iniziato a curare personalmente la propria incolumità, rilasciando quasi esclusivamente interviste registrate da località riservate.

#### Accuse nei confronti di papa Francesco
Viganò ha dichiarato che nel 2007 fu egli stesso a scrivere un secondo memoriale che includeva del materiale dell'esperto di abusi sessuali del clero, Richard Sipe. Viganò disse che fu a fronte di questa lettera che papa Benedetto XVI nel 2009 o nel 2010 pose severe restrizioni sui movimenti di McCarrick e sul suo ministero pubblico, non permettendogli di uscire oltre il seminario dove viveva e non permettendogli di celebrare la messa in pubblico. Malgrado ciò, secondo Viganò, papa Francesco avrebbe rimosso queste sanzioni ed avrebbe reso McCarrick "suo fidato consigliere", anche se Francesco "sapeva almeno dal 23 giugno 2013 del comportamento di McCarrick. Sapeva che era un uomo corrotto e lo ha coperto sino alla fine".
Nella lettera contenente queste accuse, Viganò disse inoltre che papa Francesco e tutti coloro che avevano coperto la condotta di McCarrick avrebbero dovuto dimettersi. Viganò disse: "In questo momento estremamente drammatico per la chiesa universale, Lui [papa Francesco] deve riconoscere i propri errori e, facendo fede ai principi proclamati di tolleranza zero, papa Francesco deve essere il primo a dare il buon esempio a cardinali e vescovi che coprirono gli abusi di McCarrick e rassegnarsi con loro... Dobbiamo abbattere la cospirazione del silenzio con la quale vescovi e preti si sono vicendevolmente protetti a spese della loro fede, una cospirazione del silenzio che agli occhi del mondo rischia di mostrare la chiesa come una setta, una cospirazione del silenzio non dissimile da quella che si trova nella mafia".

#### Accuse contro altri
Nella sua lettera, Viganò ha accusato anche tre segretari di Stato vaticani consecutivi, i cardinali Angelo Sodano, Tarcisio Bertone e Pietro Parolin, i quali sapevano a sua detta dei comportamenti di McCarrick ma non fecero nulla contro di lui. Viganò ha anche fatto il nome di molti alti prelati che sapevano delle restrizioni imposte da papa Benedetto su McCarrick, tra cui i cardinali Donald William Wuerl, Edwin Frederick O'Brien, Renato Raffaele Martino, William Joseph Levada, Marc Ouellet, Lorenzo Baldisseri, Leonardo Sandri, Fernando Filoni e Giovanni Angelo Becciu, l'arcivescovo Ilson de Jesus Montanari e il vescovo Robert Walter McElroy. La lettera di Viganò evidenzia come questi cardinali e prelati sapessero della condotta sessuale di McCarrick con alcuni giovani seminaristi; non evidenzia però che si sapesse degli abusi di McCarrick su minori.
Viganò riportò inoltre come McCarrick abbia a sua detta "orchestrato" le nomine di Blase Cupich ad arcivescovo di Chicago e di Joseph William Tobin ad arcivescovo di Newark.
Viganò è stato un punto di riferimento del movimento no-vax che vedeva nel vaccino anti-COVID e nell'esclusione dei non vaccinati un complotto della Massoneria, Commissione Trilaterale, famiglia Rothschild, George Soros, alti prelati, fra gli altri. Viganò ha aspramente criticato il Nuovo Ordine Mondiale, il Grande reset dei poteri forti per imporre un'unica religione universale senza Cristo, il deep State e la deep Church (nome da lui coniato per definire la parte corrotta della gerarchia cattolica che sarebbe devota a Satana).

#### Impatto della lettera sui media
The New York Times ha dichiarato che la lettera di Viganò contiene "accuse non comprovate e attacchi personali", e l'ha descritta come "una straordinaria e pubblica dichiarazione di guerra contro il papato di Francesco in un momento nel quale è più vulnerabile". Il vescovo ha evidenziato come nel periodo in cui McCarrick era soggetto alle restrizioni al suo ministero, McCarrick continuò comunque a celebrare messa e persino ad unirsi ad altri vescovi nel presentare la torta di compleanno nell'anno 2012 a papa Benedetto. McCarrick prese parte alla messa del 2010 nel concistoro dove Donald Wuerl, suo successore come arcivescovo di Washington, venne creato cardinale. McCarrick fece anche una apparizione pubblica alla Biblioteca del Congresso nel 2011 e si unì ad altri vescovi americani nell'incontro con papa Benedetto del gennaio del 2012. Durante questo periodo compì inoltre dei viaggi in Vaticano, e prese parte ad una messa con altri vescovi statunitensi sulla tomba di San Pietro durante la visita del gennaio del 2012.
Secondo altre fonti papa Benedetto XVI non avrebbe imposto sanzioni formali a McCarrick ma semplicemente avrebbe avanzato una richiesta informale al cardinale affinché assumesse un profilo più basso. Secondo queste stesse fonti questo avrebbe indotto più facilmente McCarrick a trasgredire l'ordine ricevuto. L'arcivescovo Georg Gänswein, segretario personale di papa Benedetto e suo "fidato luogotenente", ha descritto i fatti presenti nella lettera di Viganò relativi a papa Benedetto come "fake news".
I giornalisti all'epoca della nomina sia di Cupich che di Tobin riportarono come McCarrick avesse avuto un ruolo decisivo nel raccomandarli entrambi alle loro posizioni rispettive di arcivescovo di Chicago e Newmark, come del resto riportato da Viganò nella sua lettera. "The Guardian" ha riportato: "collegare papa Francesco alla protezione degli abusi sessuali è falso. Ma la collera dietro a lui non scomparirà".
La rivista cattolica America, pubblicata dai Gesuiti negli Stati Uniti, ha indicato diverse altre apparizioni pubbliche di McCarrick durante il medesimo periodo indicato da Viganò. America ha proposto diverse ragioni per cui la lettera debba essere ritenuta credibile, incluso il ruolo di Viganò dall'interno in queste questioni e la "mancanza di urgenza" di papa Francesco riguardo agli abusi sessuali; esso propone ad ogni modo diverse ragioni per mostrarsi scettici nei confronti della lettera, tra cui "l'ostilità nei confronti di papa Francesco" mostrata da Viganò per averlo rimosso dal proprio incarico nel 2016 allo scadere dei limiti di età, adducendo al fatto che Viganò fosse "divenuto troppo invischiato nelle guerre culturali statunitensi, in particolare in quelle riguardanti i matrimoni tra persone del medesimo sesso". Viganò avrebbe inoltre secondo quanto presunto cercato di far annullare un'inchiesta relativa all'arcivescovo di Saint Paul e Minneapolis, mons. John Nienstedt, per cattiva condotta nei confronti di alcuni seminaristi, e il National Catholic Reporter ha dichiarato che Viganò avrebbe distrutto le prove relative al caso di Nienstedt. (Nienstedt successivamente si dimise comunque.) Viganò ha discusso questi fatti con un commento al sito internet LifeSiteNews. Egli ha dichiarato che il caso si era originato dall'errore compiuto da due altri vescovi che avevano partecipato alle indagini, e riportò delle prove di come egli avesse tentato di chiarificare il problema senza porre fine alle indagini. Viganò dichiarò inoltre alla Associated Press di come il fatto che egli avesse tentato di abbreviare le investigazioni fosse un falso.
La Associated Press ha stigmatizzato Viganò come "un conservatore la cui linea dura e le visioni anti-gay sono ben note", e per questo la lettera deve essere "letta in parte come un attacco omofobico a Francesco ed ai suoi alleati".
Il 1 settembre 2018, il Times ha riportato che Viganò si era personalmente presentato a McCarrick con un premio per il servizio missionario nel 2012 al Pierre Hotel di Manhattan e lo aveva lodato come "molto amato da tutti noi". L'articolo riporta inoltre che "se l'arcivescovo Viganò sarà creduto, per certo stava nascondendo un segreto". I media conservatori sono andati contro tali asserzioni suggerendo quanto egli non fosse in grado di ritirarsi dalla cerimonia e non poteva esercitarne il controllo. Viganò stesso ha dichiarato di non poter "dare la minima impressione di avere qualcosa contro il cardinale in pubblico".

#### Risposte alla lettera
Il cardinale Daniel DiNardo, presidente della Conferenza dei Vescovi Cattolici Statunitensi ha rilasciato un'intervista dichiarando che la lettera di Viganò ha sollevato questioni che "richiedono risposte che siano conclusive e basate sull'evidenza. Senza queste risposte, un uomo innocente può essere intaccato da false accuse ed il colpevole può essere lasciato a ripetere i peccati del passato".
Il caso McCarrick e le accuse di Viganò, presentatesi appena dopo la conclusione del rapporto sugli abusi sessuali del clero in Pennsylvania, ha prodotto quella che viene descritta come un'"insurrezione cattolica" o una "guerra civile cattolica". Un numero significativo di cattolici hanno chiesto che sia i vescovi che papa Francesco si dimettessero. Il problema ha aperto inoltre delle divisioni ideologiche interne alla chiesa. Un gran numero di conservatori, a molti dei quali papa Francesco è inviso da tempo, hanno chiesto le sue dimissioni e quelle di alcuni vescovi, mentre quelli più liberali, che hanno supportato il papato di Francesco, hanno più generalmente criticato la lettera e difeso il Papa. Matthew Schmitz, editore del giornale conservatore First Things, ha identificato tre fazioni in questa guerra civile: una più a "destra" che vuole schiacciare le tendenze favorevoli agli omosessuali nella chiesa, una più a "sinistra" che vuole cambiare gli insegnamenti della chiesa sull'immoralità dell'omosessualità, e quanti supportano "un modus vivendi disordinato" nel quale la chiesa continua a proclamare "che gli atti omosessuali siano sbagliati pur continuando a tollerarli tra il clero".

#### Reazione di papa Francesco
Ad una domanda di un giornalista di rispondere alle accuse avanzate da Viganò, papa Francesco ha replicato:
Secondo il veterano vaticanista John Allen, il "chiaro suggerimento" di Francesco è stato questo: «se avranno fatto ciò, i carichi crolleranno sotto i loro stessi pesi», mentre altri hanno visto il silenzio del Vaticano e la ferma insistenza di Viganò nel proporre di rendere pubblici i documenti relativi al caso. Il 28 agosto Thomas J. Paprocki, vescovo di Springfied in Illinois, ha affermato, in riferimento alla dichiarazione di papa Francesco: «Francamente, ma con tutto il rispetto, la risposta non è adeguata». Egli ha chiesto a tutti gli ufficiali vaticani, tra cui il Papa, di «rendere pubblici i documenti relativi al fatto indicando chi sapesse e cosa [...] e provvedere quella trasparenza promessa dal Santo Padre». Il vescovo Marian Eleganti ha detto che il rifiuto di Francesco "di dire una singola parola [sulle accuse contro di lui] è il classico diniego-non diniego".
Il 3 settembre, il Papa ha dichiarato: «con persone che non hanno buona volontà, con persone che cercano solo lo scandalo, che cercano solo divisione, che cercano solo distruzione, anche nelle famiglie», la risposta è il «silenzio. E la preghiera». Molti hanno ritrovato in queste parole un chiaro riferimento alla sua decisione di rimanere silente circa lo scandalo scoppiato.
Nel concludere il sinodo, il 27 ottobre, il Papa tace sulle accuse di Viganò e sostiene che all'origine di tutto c'è piuttosto «il clericalismo».

#### Risposte di sostegno
Monsignor Jean-François Lantheaume, che è stato primo consigliere alla nunziatura apostolica di Washington, ha dichiarato che «Viganò ha detto la verità», ma ha declinato il resto. Nella sua lettera, Viganò ha citato Lantheaume come una delle persone che gli hanno parlato dell'incontro "tempestoso" presumibilmente avvenuto tra McCarrick e Sambi nel quale Sambi ha informato McCarrick delle sanzioni poste su di lui.
Thomas Olmsted, vescovo di Phoenix, ha dichiarato di aver "sempre conosciuto e rispettato [Viganò] come un uomo di verità, fede e integrità", e ha chiesto che le affermazioni presenti nella lettera "siano investigate a fondo". Allo stesso modo, David Austin Konderla, vescovo di Tulsa, ha detto che le accuse di Viganò sono "un buon punto da cui iniziare le investigazioni che dovranno esserci". Joseph Edward Strickland, vescovo di Tyler, si è spinto oltre, dichiarando di trovare "credibili" le accuse di Viganò. Salvatore Cordileone, arcivescovo di San Francisco, ha detto che Viganò è un uomo di "dedizione disinteressata" con "integrità e sincero amore per la chiesa". Cordileone ha detto anche che le richieste delle dimissioni di papa Francesco "debbano essere prese seriamente".
Robert Charles Morlino, vescovo di Madison, ha dichiarato che Viganò ha un'"impeccabile integrità" e che ha "offerto un numero concreto di accuse reali nei suoi documenti recenti, dando nomi, date, luoghi e fatti a supporto dei documenti", e che queste accuse giustificherebbero da sole un'indagine canonica. Morlino ha espresso inoltre disappunto per il fatto che papa Francesco non abbia dato una risposta diretta quando gli è stata chiesta sul fatto, accusando il National Catholic Reporter di "guidare la carica in una campagna di denigrazione contro l'arcivescovo Viganò".
Paprocki ha chiesto a tutti gli ufficiali vaticani, tra cui papa Francesco, di "rendere pubblici i documenti pertinenti [al fatto] indicando chi sapesse, cosa e quando... e provvedere quella trasparenza promessa dal Santo Padre". L'arcivescovo Paul Stagg Coakley ha detto di avere "il più profondo rispetto per l'arcivescovo Viganò e per la sua integrità personale" ed ha chiesto di avviare un'indagine per la "purificazione" della chiesa. Il vescovo kazako Athanasius Schneider ha dichiarato che "non vi è una ragionevole e plausibile causa per dubitare della verità contenuta nei documenti". Ha richiesto quindi "spietatezza e trasparenza" nel ripulire la Chiesa dai demoni, in particolare dai "cliques e dalle reti omosessuali" in curia.

#### Risposte critiche
Alcuni vescovi americani si sono dimostrati critici nei confronti della missiva di Viganò. Il cardinale Joseph Tobin, arcivescovo di Newark, ha fatto delle affermazioni critiche nei confronti delle accuse avanzate da Viganò per "errori fattuali, insinuazioni e ideologia del terrore". Il cardinale Blase Cupich, arcivescovo di Chicago, ha dichiarato che il linguaggio della lettera sembra politico: "È così disordinato che è stato difficile da comprendere per capire se si tratti di ideologia o di una vendetta personale verso persone da cui in passato si è sentito maltrattato". Cupich ha dichiarato di essere stato "colto di sorpresa" dal linguaggio negativo di Viganò nei suoi confronti. Cupich ha descritto la lettera come una distrazione dalla "più grande agenda" della chiesa: "dobbiamo parlare dell'ambiente, dei poveri, raggiungere le persone che sono emarginate dalla società. Non possiamo distrarci in questo momento". Sulle critiche a papa Francesco, il cardinale ha risposto: "Molto francamente, a loro non piace perché è un latinoamericano". Papa Francesco è nato in Argentina, ma i suoi genitori sono italiani.
Robert Walter McElroy, vescovo di San Diego, ha dichiarato che la lettera, anziché cercare una "Verità comprensiva" mostra "partigianeria, divisione distorsione" nella sua "selezione ideologica dei vescovi che vi sono attaccati, nel chiaro intento di sistemare vecchie faccende personali [...]". Al contrario di quanto affermato da Viganò, un portavoce di Wuerl ha sostenuto di non aver mai ricevuto informazioni da Viganò circa le restrizioni di McCarrick. Il 30 agosto, Wuerl ha scritto una lettera ai sacerdoti dell'arcidiocesi dicendo: "Abbiamo bisogno di stringerci insieme nella preghiera e nella lealtà al Santo Padre, papa Francesco. Sempre più, è chiaro come egli sia oggetto di attacchi concentrati".
In un'intervista rilasciata il 12 settembre il cardinale Rodríguez Maradiaga qualifica la condotta di McCarrick con queste due espressioni: «qualcosa di ordine privato», e: «una faccenda amministrativa» e aggiunge che: «Fare di qualcosa di ordine privato un titolo-bomba che esplode nel mondo, e le cui schegge fanno male alla fede di molte persone non mi pare corretto».
Il cardinale canadese Marc Ouellet, prefetto della Congregazione dei vescovi, in una lettera aperta definisce il dossier di Viganò come «un attacco ingiusto e ingiustificato», una «montatura politica priva di un reale fondamento che incrimina il Papa e ferisce profondamente la comunione della Chiesa».
Tutti i prelati sopra menzionati sono stati criticati nella lettera di Viganò.
Il "Rapporto McCarrick" pubblicato dalla Santa Sede il 10 novembre 2020 smentisce le tesi di Viganò, che lo definisce "una farsa grottesca".

### Affermazioni in merito alla pandemia COVID-19
In un'intervista verso fine marzo 2020, Viganò afferma che la pandemia di COVID-19 è stata permessa da Dio per punire peccati individuali e sociali.
Successivamente dichiara in più occasioni che in realtà la pandemia non esiste ma è solo un grande complotto e nel novembre 2021 che i contagiati con il SARS-CoV-2 sono uccisi deliberatamente per fare aumentare le statistiche sulla mortalità del virus.
Nel 2022 ha dichiarato che i sieri vaccinali anti-COVID contenevano linee di cellule abortive che indeboliscono irreversibilmente il sistema immunitario.
In una lettera indirizzata al presidente della Conferenza Episcopale degli Stati Uniti ha dichiarato che i vaccini erano stati autorizzati saltando la fase della sperimentazione umana, in deroga alle regole della comunità scientifica. Inoltre, poiché un farmaco sperimentale secondo le norme internazionali può essere autorizzato soltanto in assenza di altre alternative, le autorità sanitarie avrebbero deliberatamente ignorato metodi di cura dal basso costo e di "dimostrata efficacia" come l'idrossiclorochina, l'ivermectina e il plasma iperimmune del dottor Giuseppe De Donno che rendevano "inutile la analoga terapia con le cellule monoclonali, prodotte in laboratorio e dai costi esorbitanti". L'OMS avrebbe riformulato la definizione di "vaccino" per includere in tale categoria anche quelli contro il SARS-COV2 sebbene questi ultimi non inducessero la produzione di anticorpi protettivi e una resistenza contro alcuna patologia specifica. La lettera avverte dei decessi e dei danni a breve e lungo termine causati dai vaccini. Contro i vaccini, era stata attivata la sola vigilanza passiva azionata dai pazienti, che porta a sottostimare di circa 10 volte gli effetti avversi rispetto a quello che accade quando viene attivata anche la vigilanza attiva dei medici. Infine, tema ripreso dai siti complottisti, afferma che "la presenza di grafene nelle dosi somministrate, segnalata da numerosi laboratori che ne hanno analizzato il contenuto, lascia presumere che il ricorso forzato ai cosiddetti vaccini – contestualmente al sistematico boicottaggio delle cure esistenti e di dimostrata efficacia – serva per tracciare i contatti a distanza di tutti gli esseri umani vaccinati in tutto il mondo, che saranno o sono già ora connessi all’Internet of Things da un collegamento quantistico di frequenze pulsanti a microonde di 2,4 GHz o superiori da torri cellulari e satelliti."

### Sostegno a Trump e teorie del complotto
In una lettera inviata nel giugno 2020 al presidente Donald Trump, Viganò afferma che la protesta antirazzista a seguito della morte di George Floyd è provocata e «strumentale agli scopi di chi vorrebbe veder eletto, alle prossime presidenziali, una persona che incarni gli scopi del deep state e che di esso sia espressione fedele e convinta», secondo le intenzioni di una cospirazione massonica.
Successivamente, in un'ulteriore lettera aperta al Presidente degli Stati Uniti d'America dell'ottobre 2020 pubblicata su La Verità, espone la teoria del Great Reset che avrebbe come finalità quella di ridurre l'umanità in una sorta di dittatura sanitaria:
Scopo del Great Reset è l'imposizione di una dittatura sanitaria finalizzata all'imposizione di misure liberticide, nascoste dietro allettanti promesse di assicurare un reddito universale e di cancellare il debito dei singoli. Prezzo di queste concessioni del Fondo Monetario Internazionale dovrebbe essere la rinuncia alla proprietà privata e l'adesione ad un programma di vaccinazione Covid-19 e Covid-21 promosso da Bill Gates con la collaborazione dei principali gruppi farmaceutici. Al di là degli enormi interessi economici che muovono i promotori del Great Reset, l'imposizione della vaccinazione si accompagnerà all'obbligo di un passaporto sanitario e di un ID digitale, con il conseguente tracciamento dei contatti di tutta la popolazione mondiale. Chi non accetterà di sottoporsi a queste misure verrà confinato in campi di detenzione o agli arresti domiciliari, e gli verranno confiscati tutti i beni.»
In questo disegno asseritamente sovversivo dell'ordinamento della Chiesa, papa Francesco viene descritto come agente del Nemico:
Viganò è stato un punto di riferimento del movimento no-vax che vedeva nel vaccino anti-COVID e nell'esclusione dei non vaccinati un complotto della Massoneria, Commissione Trilaterale, famiglia Rothschild, George Soros, alti prelati, fra gli altri. Viganò ha aspramente criticato il Nuovo Ordine Mondiale, il Grande reset dei poteri forti per imporre un'unica religione universale senza Cristo,il deep State e la deep Church.
In un discorso alla Catholic Identity Conference del 24 ottobre 2020 Viganò ha definito l'enciclica papale Fratelli tutti come un "Manifesto massonico" e ha citato come prova l'accoglienza che le è stata fatta dalla Gran Loggia di Spagna e dal Grande Oriente d'Italia.

### Sul Concilio Vaticano II
Nel 2020 monsignor Viganò ha più volte espresso forti critiche nei confronti del Concilio Vaticano II, elogiando la figura di monsignor Marcel Lefebvre, fondatore della Fraternità sacerdotale San Pio X.
Ha asserito che mons. Lefebvre intuì e si oppose al massiccio ingresso della Massoneria all'interno della gerarchia cattolica dopo tale concilio.

### Nei confronti di papa Francesco
In seguito alle restrizioni imposte dalla Traditionis custodes alla Summorum Pontificum del 2021, definì Francesco come un "Papa non cattolico". Dopo la Fiducia supplicans del 2023, che autorizza i sacerdoti a benedire le coppie dello stesso sesso a determinate condizioni, Viganò ha definito papa Francesco come un "falso profeta" e un "servo di Satana". Successivamente, ha messo in dubbio la legittimità della sua elezione al soglio pontificio.
In un'intervista del luglio 2020, lo ha accusato di portare avanti "l'agenda omosessualista del Nuovo Ordine Mondiale".

### Movimento scismatico e presunta riconsacrazione
Nel luglio 2023 Viganò ha fondato l'associazione Exsurge Domine per fornire sostegno al clero, ai laici e ai religiosi che sono stati sospesi, ridotti allo stato laicale e/o sanzionati dalla gerarchia cattolica a causa delle loro posizioni tradizionaliste.
Nel dicembre 2023 Viganò ha annunciato l'istituzione di un seminario cattolico tradizionalista chiamato Collegium Traditionis a Viterbo, atto a fornire formazione ai seminaristi non disposti ad accettare "gli errori del Concilio Vaticano II o le deviazioni di Bergoglio". Ha dichiarato di seguire l'esempio dell'arcivescovo Marcel Lefebvre, che fondò il Seminario di Écône in opposizione al Concilio Vaticano II e Ecclesia Dei; il quale fu infine scomunicato da papa Giovanni Paolo II per la consacrazione illecita di quattro vescovi Secondo Viganò ci sarebbero già due seminaristi iscritti.
Nel gennaio 2024 è stato riferito da diverse fonti che Viganò era stato riconsacrato vescovo dal vescovo scomunicato Richard Williamson, ex membro della Fraternità sacerdotale San Pio X e noto negazionista dell'Olocausto. La riconsacrazione sub condicione sembra implicare che Viganò ora creda che i sacramenti conferiti attraverso il Messale di Paolo VI siano di dubbia validità e, come tale, la sua stessa consacrazione a vescovo nel 1992 da parte di Giovanni Paolo II è anch'essa dubbia. Se la notizia fosse confermata dalla Santa Sede, Viganò verrebbe scomunicato latae sententiae.
Intervistato sull'argomento dal sito cattolico conservatore La Nuova Bussola Quotidiana, Viganò non ha smentito la notizia e si è dichiarato stupito dall'interesse della testata per le sue vicende personali. Lo stesso sito ha quindi criticato l'operato di Viganò, definendolo scismatico.

## Scomunica
Nel giugno 2024 Viganò è stato accusato di scisma dal Dicastero per la dottrina della fede, sulla base di alcune sue affermazioni pubbliche che lo avrebbero posto in opposizione alla Chiesa, con le quali avrebbe nello specifico negato la legittimità di papa Francesco e del Concilio Vaticano II. La reazione di Viganò è stata quella di dichiarare le accuse portategli «come un motivo di onore». Egli infatti dichiara: «non è un caso che l'accusa nei miei confronti riguardi la messa in discussione della legittimità di Jorge Mario Bergoglio e il rifiuto del Vaticano II: il Concilio rappresenta il cancro ideologico, teologico, morale e liturgico di cui la bergogliana "chiesa sinodale" è necessaria metastasi»; Viganò ha contestualmente paragonato la propria situazione a quella dell'arcivescovo Marcel Lefebvre. Il paragone è stato però respinto dalla Fraternità sacerdotale San Pio X, fondata da mons. Lefebvre, che ha preso le distanze da mons. Viganò per il suo rifiuto della legittimità dell'elezione di papa Francesco e il conseguente sedevacantismo.
Il 5 luglio 2024 il Dicastero ha dichiarato Viganò colpevole del delitto canonico di scisma, affermando che egli è incorso nella scomunica latae sententiae per "il rifiuto di riconoscere e sottomettersi al Sommo Pontefice, della comunione con i membri della Chiesa a lui soggetti e della legittimità e dell’autorità magisteriale del Concilio Ecumenico Vaticano II". A Viganò è fatto divieto di amministrare e ricevere i sacramenti se non in articulo mortis e di compiere qualunque atto legato al suo ministero di Vescovo. Si tratta della quinta scomunica per scisma contro un vescovo della Chiesa cattolica dopo il Concilio Vaticano II, dopo quelle di Pierre Martin Ngô Đình Thục (1976 e poi di nuovo nel 1983), Marcel Lefebvre e Antônio de Castro Mayer (1988) e Emmanuel Milingo (2006), e prima del Concilio Vaticano II Carlos Duarte Costa (1945) i quali avevano anche illecitamente consacrato dei vescovi.
Viganò ha annunciato di voler continuare a celebrare la Messa e gli altri sacramenti, non riconoscendo la validità della scomunica.

## Genealogia episcopale e successione apostolica
La genealogia episcopale è:
- Cardinale Scipione Rebiba
- Cardinale Giulio Antonio Santori
- Cardinale Girolamo Bernerio, O.P.
- Arcivescovo Galeazzo Sanvitale
- Cardinale Ludovico Ludovisi
- Cardinale Luigi Caetani
- Cardinale Ulderico Carpegna
- Cardinale Paluzzo Paluzzi Altieri degli Albertoni
- Papa Benedetto XIII
- Papa Benedetto XIV
- Papa Clemente XIII
- Cardinale Enrico Benedetto Stuart
- Papa Leone XII
- Cardinale Chiarissimo Falconieri Mellini
- Cardinale Camillo Di Pietro
- Cardinale Mieczysław Halka Ledóchowski
- Cardinale Jan Maurycy Paweł Puzyna de Kosielsko
- Arcivescovo Józef Bilczewski
- Arcivescovo Bolesław Twardowski
- Arcivescovo Eugeniusz Baziak
- Papa Giovanni Paolo II
- Arcivescovo Carlo Maria Viganò

La successione apostolica è:
- Arcivescovo Anthony John Valentine Obinna (1993)
- Arcivescovo Gabriel 'Leke Abegunrin (1995)
- Vescovo Martin Igwe Uzoukwu (1996)
- Arcivescovo Alfred Adewale Martins (1998)